# George W. Emery

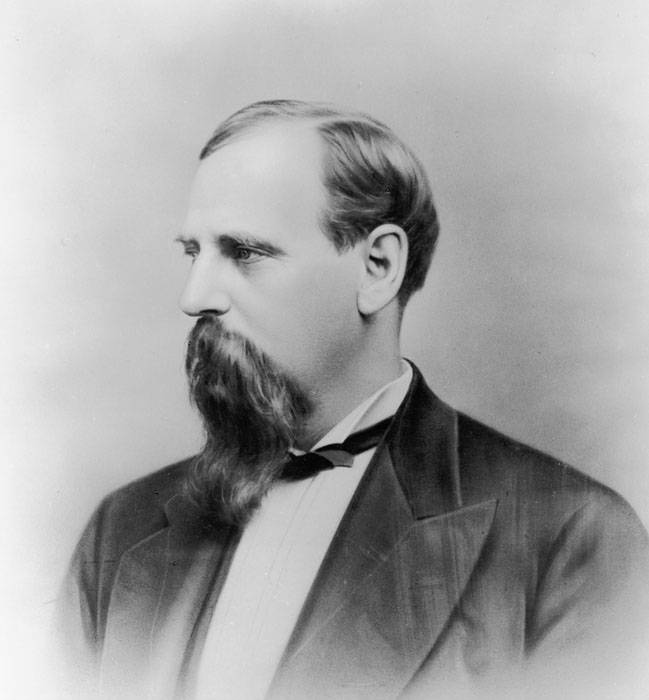
George W. Emery

George W. Emery (* 1830 in Penobscot, Hancock County, Maine; † 1909 in Marshfield, Massachusetts) war ein US-amerikanischer Politiker (Republikanische Partei).
Emery graduierte am Dartmouth College und studierte anschließend Jura in Albany, New York. Danach war er als US-Steuereinnehmer im Süden tätig, bis ihn Präsident Ulysses S. Grant im Juni 1875 zum Gouverneur des Utah-Territoriums ernannte. Trotz der bitteren Mormonen-Nichtjuden-Fehde im späten 19. Jahrhundert brachte Emery die Wahlreformen zu Ende und erweiterte den Regierungsapparat für eine schnell wachsende Bevölkerung. Als Präsident Grant im Oktober 1875 Utah besuchte, war er erstaunt über seinen freundlichen Empfang dort und Berichten zufolge erzählte er Emery, dass er sich hinsichtlich der Mormonen getäuscht hätte. Im Februar 1880 benannte die Legislative nach Ende seiner Amtszeit ein neues County, das in der Mitte von Utah gelegen war, nach ihm, das Emery County.